# Fogo-apagou
A rolinha-fogo-apagou (Columbina squammata) é  uma ave columbídea monogâmica, granívora, que habita o centro-sul e o nordeste do Brasil.
A rolinha-fogo-apagou é a única rolinha escamada, podendo medir até 22 centímetros de comprimento e a pesar até 60 gramas. Busca seu alimento no chão, forrageando em casais ou em pequenos grupos. Na natureza está sempre presente nas bordas das matas, cerradões, pomares, jardins e parques. É arisca e na presença humana tende a alçar voo, escondendo em alguma nos galhos das árvores.

## Nomes populares
A rolinha-fogo-apagou também é conhecida por fogo-apagou, rolinha-cascavel, rolinha-pedrês, rolinha-fogo-pagô, rolinha-carijó, rola-pintada, rola-pedrês, rola-fogo-apagou, rola-cascavel, pomba-cascavel, picui-pinima, paruru, fogo-pegou, fogo-pagou, fogo-pagô ou felix-cafofo. [carece de fontes?]
O nome rolinha-fogo-apagou foi selecionado como nome vernáculo técnico para a espécie pelo Comitê Brasileiro de Registros Ornitológicos (CBRO) em 2021.

## Reprodução
Faz ninho de gravetos em formato de xícara, normalmente a 1 ou 2 metros de altura, às vezes também no chão. Põe 2 ovos brancos.

## Subespécies
São reconhecidas quatro subespécies:
- Columbina squammata squammata (Lesson, 1831) - ocorre em grande parte do leste do Brasil, do sul do Pará até o norte do Rio Grande do Sul, na Bolívia, Paraguai e nordeste da Argentina;
- Columbina squammata ridgwayi (Richmond, 1896) - ocorre da região costeira nordeste da Colômbia até a Venezuela, nas ilhas de Margarita e Trinidad. Possui mais negro na ponta das penas que a forma nominal.